# Senneterre (socken)
Senneterre är en socken (municipalité de paroisse) i provinsen Québec i Kanada. Den ligger i regionen Abitibi-Témiscamingue, i den sydöstra delen av landet, 300 km norr om huvudstaden Ottawa. Antalet invånare var 1 202 vid folkräkningen 2021. Landarean är 567 kvadratkilometer. Senneterre gränsar till staden Senneterre i öster, Val-d'Or i sydväst, Belcourt i väster, Champneuf i nordväst och det kommunfria området Lac-Despinassy i norr.